# Mandre
Mandre falu Horvátországban Zára megyében. Közigazgatásilag Kolanhoz tartozik.

## Fekvése
Pagtól légvonalban 11 km-re, közúton 16 km-re északnyugatra, községközpontjától légvonalban 4 km-re, közúton 5 km-re délnyugatra a sziget középső részén a nyugati parton fekszik kilátással a közelebbi Maun és Škrda, valamint a távolabbi Olib és Silba szigetre.

## Története
A mély és szelektől védett Mandrei-öböl már az ókorban is menedékül szolgált az Adrián hajózóknak. Később gyakran volt színtere az uszkók kalózok és a velencei gályák közötti küzdelemnek is. Régen kis halászfalu volt, ahol csak néhány ház állt. Lakói a halászaton kívül juhtenyésztéssel, sajtkészítéssel foglalkoztak. A település csak a 20. század második felében, főként az 1970-es évektől a turizmus fellendülésével kezdett benépesülni. A magánházak szobáit kezdték turistaszállásokként kiadni, új házak, nyaralók, panziók épültek. 2011-ben 395 állandó lakosa volt. Ma a falu inkább üdülőtelep képét mutatja. A nyári hónapokban létszáma több ezerre nő. Kikötőjének bővítését tervezik.

## Lakosság
| Lakosság változása | Lakosság változása | Lakosság változása | Lakosság változása | Lakosság változása | Lakosság változása | Lakosság változása | Lakosság változása | Lakosság változása | Lakosság változása | Lakosság változása | Lakosság változása | Lakosság változása | Lakosság változása | Lakosság változása | Lakosság változása |
| ------------------ | ------------------ | ------------------ | ------------------ | ------------------ | ------------------ | ------------------ | ------------------ | ------------------ | ------------------ | ------------------ | ------------------ | ------------------ | ------------------ | ------------------ | ------------------ |
| 1857               | 1869               | 1880               | 1890               | 1900               | 1910               | 1921               | 1931               | 1948               | 1953               | 1961               | 1971               | 1981               | 1991               | 2001               | 2011               |
| 0                  | 0                  | 1                  | 0                  | 8                  | 5                  | 5                  | 0                  | 24                 | 41                 | 73                 | 65                 | 87                 | 160                | 276                | 395                |

(1857-ben, 1869-ben és 1890-ben nem volt állandó lakossága, 1931-ben lakosságát Kolanhoz számították.)